# 奄美駐屯地
奄美駐屯地（あまみちゅうとんち、英語: JGSDF Camp Amami）は、鹿児島県奄美市に所在し奄美警備隊等が駐屯する陸上自衛隊の駐屯地である。

## 概要
奄美警備隊長が駐屯地司令を兼務し、瀬戸内分屯地が隷属する。駐屯地管理業務は開設当初は奄美警備隊後方支援隊が担当していたが、2023年（令和5年）3月に駐屯地業務隊が新編された。
南西諸島海域における中華人民共和国の軍事的脅威に対する日本の離島防衛態勢強化を目的として整備される事業の一環として、26中期防に基づき建設を開始した。離島警備部隊および地対艦誘導弾・地対空誘導弾運用部隊を主体とする、550人程度の自衛隊員が駐屯する。
奄美駐屯地には警備部隊230人、中距離地対空誘導ミサイル（中SAM）運用部隊60人など約350人。瀬戸内分屯地には警備部隊130人、地対艦誘導ミサイル（SSM）運用部隊60人など約210人がそれぞれ常駐。
2019年（平成31年）2月22日の閣議を経て駐屯地の開庁日は2019年（平成31年）3月26日とすることが発表された。2019年（平成31年）3月26日に開庁し、3月31日に新編行事が行われた。
本項では、同日付で開庁された瀬戸内分屯地についても取りまとめて扱う。

## 沿革
- 2016年（平成28年）：奄美カントリークラブの一部（道路を挟んだ西側）30ヘクタールを国が買い上げて同年9月に着工[8]。

陸上自衛隊奄美駐屯地
- 2019年（平成31年）3月26日：奄美駐屯地が開設。

1. 奄美警備隊本部および本部中隊、後方支援隊が新編。
2. 第344高射中隊および支援部隊が飯塚駐屯地から移駐。
3. 西部方面システム通信群第319基地通信中隊奄美派遣隊が新編。
4. 西部方面会計隊第443会計隊が新編。
5. 警務隊西部方面警務隊第135地区警務隊奄美派遣隊が新編。

- 2023年（令和05年）3月16日：奄美駐屯地業務隊が新編[9]。

## 奄美駐屯地駐屯部隊

### 西部方面隊直轄部隊
- 第8師団
  - 奄美警備隊[1]
    - 奄美警備隊本部
    - 奄美警備隊本部中隊
    - 後方支援隊
- 第2高射特科団[10]
  - 第3高射特科群
    - 第344高射中隊
    - 第303高射搬送通信中隊
      - 端局班
      - 中継班
- 西部方面後方支援隊[10]
  - 第102高射直接支援大隊
    - 第1直接支援中隊
      - 第1支援小隊：第344高射中隊等を支援
- 西部方面システム通信群[1]
  - 第102基地システム通信大隊
    - 第319基地通信中隊
      - 奄美派遣隊
- 西部方面会計隊
  - 第443会計隊
- 奄美駐屯地業務隊[9]

### 陸上総隊隷下部隊
- 電子作戦隊
  - 第301電子戦中隊（一部）

### 防衛大臣直轄部隊
- 警務隊
  - 西部方面警務隊
    - 第135地区警務隊
      - 奄美派遣隊

## 瀬戸内分屯地
瀬戸内分屯地（せとうちぶんとんち）は、鹿児島県大島郡瀬戸内町に所在する奄美警備隊普通科中隊等が駐屯する陸上自衛隊の分屯地である。奄美警備隊普通科中隊長が分屯地司令を兼務する。

### 沿革
- 2019年（平成31年）3月26日：瀬戸内分屯地が開設。

1. 奄美警備隊普通科中隊が新編。
2. 第301地対艦ミサイル中隊および第101特科直接支援隊第3直接支援小隊（第301地対艦ミサイル中隊を支援）が新編[11]。
3. 西部方面システム通信群第102基地システム通信大隊第319基地通信中隊瀬戸内派遣隊が新編。
4. 警務隊西部方面警務隊第135地区警務隊瀬戸内派遣隊が新編。

- 2024年（令和06年）3月21日：

1. 第301地対艦ミサイル中隊を改編し、第7地対艦ミサイル連隊の第1地対艦ミサイル中隊として新編[12]。
2. 第101特科直接支援隊第3直接支援小隊を第102特科直接支援大隊第3直接支援中隊第1直接支援小隊（第1地対艦ミサイル中隊を支援）に改編。

### 地駐屯部隊

#### 西部方面隊直轄部隊
- 第8師団
  - 奄美警備隊
    - 普通科中隊[1]
- 第2特科団
  - 第7地対艦ミサイル連隊
    - 第1地対艦ミサイル中隊
- 西部方面後方支援隊
  - 第102特科直接支援大隊
    - 第3直接支援中隊
      - 第1直接支援小隊：第1地対艦ミサイル中隊を支援
- 西部方面システム通信群[1]
  - 第102基地システム通信大隊
    - 第319基地通信中隊
      - 瀬戸内派遣隊

#### 防衛大臣直轄部隊
- 警務隊
  - 西部方面警務隊
    - 第135地区警務隊
      - 瀬戸内派遣隊